# 차티스가르주
차티스가르주(차티스가르어/힌디어: छत्तीसगढ़)는 인도 중앙부에 있는 주이다. 주도는 라이푸르이다. 원래는 마디아프라데시 주에 속해 있었지만 2000년 11월 1일 차티스가르어를 사용하는 지역이 독립된 주로 분리되어 신설되었다. 광물 자원이 풍부한 편이다.

## 인구
| 연도                  | 인구       | ±%     |
| --------------------- | ---------- | ------ |
| 1901                  | 4,181,554  | —      |
| 1911                  | 5,191,583  | +24.2% |
| 1921                  | 5,264,976  | +1.4%  |
| 1931                  | 6,028,778  | +14.5% |
| 1941                  | 6,814,886  | +13.0% |
| 1951                  | 7,457,000  | +9.4%  |
| 1961                  | 9,154,000  | +22.8% |
| 1971                  | 11,637,000 | +27.1% |
| 1981                  | 14,010,000 | +20.4% |
| 1991                  | 17,615,000 | +25.7% |
| 2001                  | 20,834,000 | +18.3% |
| 2011                  | 25,540,198 | +22.6% |
| 출처: Census of India |            |        |